# デボラ・オルシット
デボラ・オルシット（Déborah Ortschitt、1987年6月10日 - ）は、フランスの元女子バレーボール選手。現役時代のポジションはリベロ。元フランス代表。

## 来歴

### クラブチーム
ミュルーズ出身。2005年、ASPTTミュルーズへ入団。8年間在籍し、フランス国内リーグでは2006/07～2011/12シーズンにかけて準優勝6回となった。また、2007/08シーズンのフランスリーグではベストレシーバー賞を受賞した。2013年5月、RCカンヌへの移籍が発表され、2013/14、2014/15シーズンのフランスリーグで優勝に貢献した。2015年の欧州チャンピオンズリーグでは5位となった。2017/18シーズンはLe Cannet VBでプレーした。2018年、Le Cannet VBがヴォレロ・チューリッヒと合併し誕生したヴォレロ・ル・カネに引き続き在籍。3年間在籍し、2020/21シーズンでのプレーをもって現役を引退した。

### 代表チーム
2009年、シニア代表に初選出され、同年のヨーロッパリーグでデビュー。同年9月の欧州選手権に出場した。2013年、欧州選手権に出場した。2017年、欧州選手権予選に出場した。

## 球歴
- 欧州選手権 - 2009年、2013年

## 受賞歴
- 2008年 - 2007/08フランスリーグ ベストレシーバー賞

## 所属クラブ
- ASPTTミュルーズ（2005-2013年）
- RCカンヌ（2013-2017年）
- Le Cannet VB（2017-2018年）
- ヴォレロ・ル・カネ（2018-2021年）